# 清水村 (大阪府三島郡)
清水村（しみずむら）は、大阪府三島郡にあった村。現在の高槻市の北西部、芥川の上流域にあたる。

## 地理
- 山岳：三好山、高ヶ尾山
- 河川：芥川

## 歴史
- 1889年（明治22年）4月1日 - 町村制の施行により、島上郡服部村・真上村・原村・萩谷村の区域をもって発足。
- 1896年（明治29年）4月1日 - 所属郡が三島郡に変更。
- 1931年（昭和6年）1月1日 - 高槻町・大冠村・芥川町・磐手村と合併し、改めて高槻町が発足。同日清水村廃止。

## 交通

### 道路
現在は旧村域（現名神町）に名神高速道路の高槻バスストップが所在するが、当時は未開通。